# Rhön

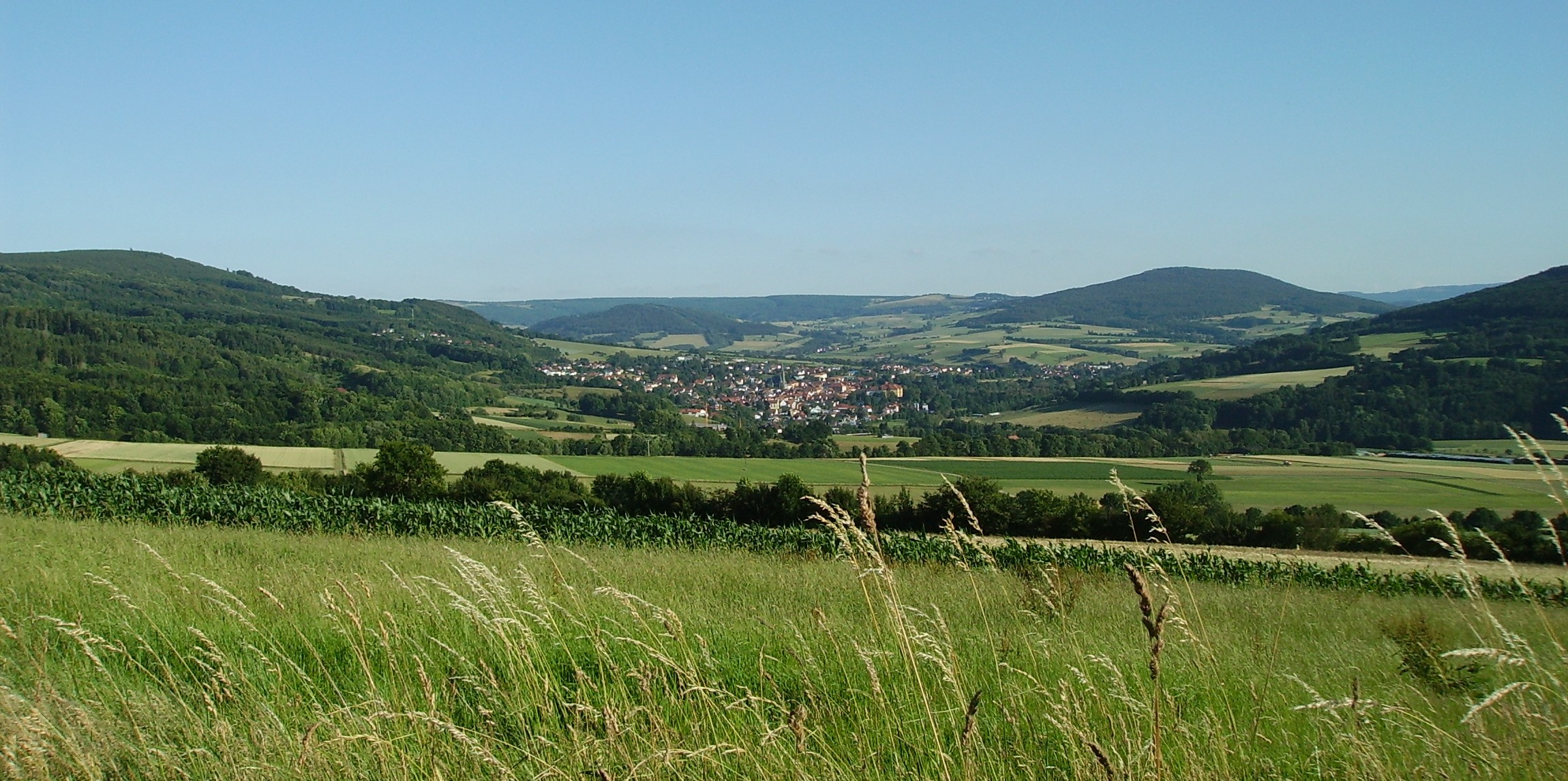
Landskapet i Rhön nära orten Tann (i juni)

Rhön är en berggrupp i mellersta Tyskland på gränsen mellan delstaterna Bayern, Hessen och Thüringen. Den begränsas av floden Werra, som skiljer den från Thüringer Wald i nordöst samt sammanhänger i syd med Spessart.
Underlaget utgörs av en triasplatå, som når till 630 meter höjd och över vilken vulkaniska bergarter är utbredd. Gruppen delas i en sydlig del (Hoher Rhön) och en nordlig (Vorder Rhön). De största höjderna, vilka alla ligger i Hoher Rhön, är Grosse Wasserkuppe (950 meter), Kreuzberg (931 meter) och Dammersfeld (925 meter).
Kreuzberg är märkligt därigenom, att kristendomen anses ha utgått därifrån över Franken, sedan den helige Kilian 668 skall ha planterat korset på dess kala topp. Till hans minne står ett träkors på platsen, och något längre ned ligger ett franciskankloster med kyrka, som utgör en mycket besökt vallfartsort. Rhön hade förr stora bokskogar men nu finns endast små rester kvar av dem, och på flera platser har barrskogen avlöst bokskogen. Rhön är vilt och ödsligt i sina högsta delar. På vintern täcks det av ovanligt stora snömassor. På sommaren dränks de skoglösa platåernas mossar och gräsbevuxna marker av regn och dimmor. De stora mossarna gör att landskapet är ganska enformigt.

## Galleri

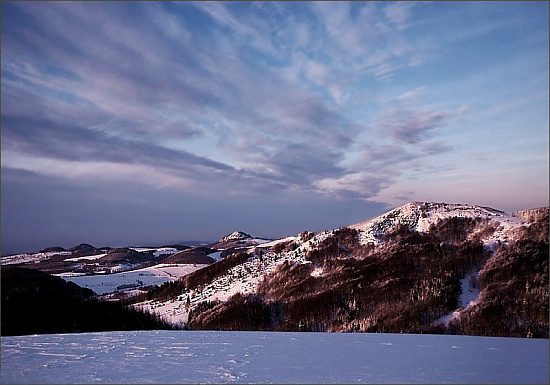
Mellersta Rhön
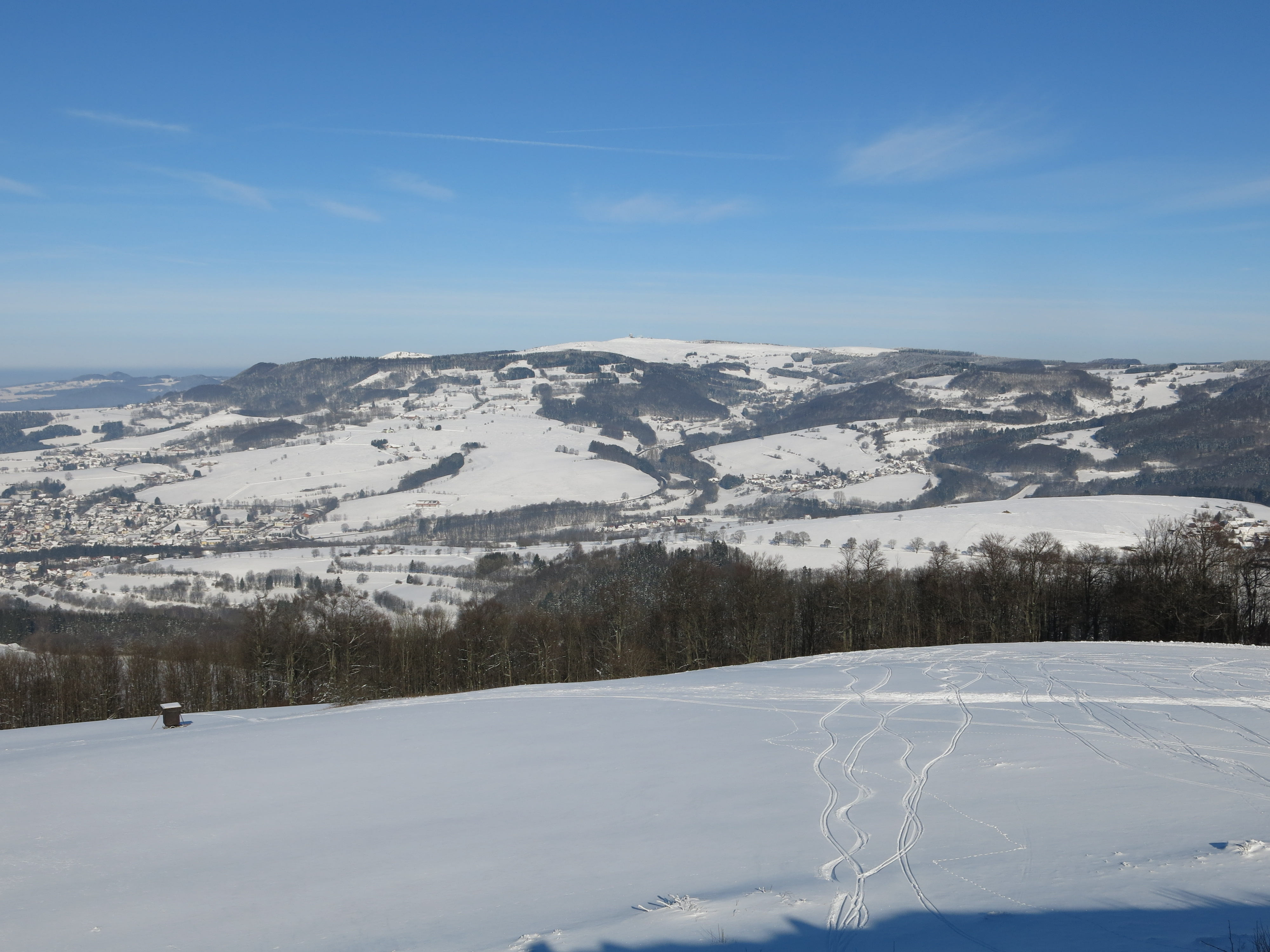
Wasserkuppe
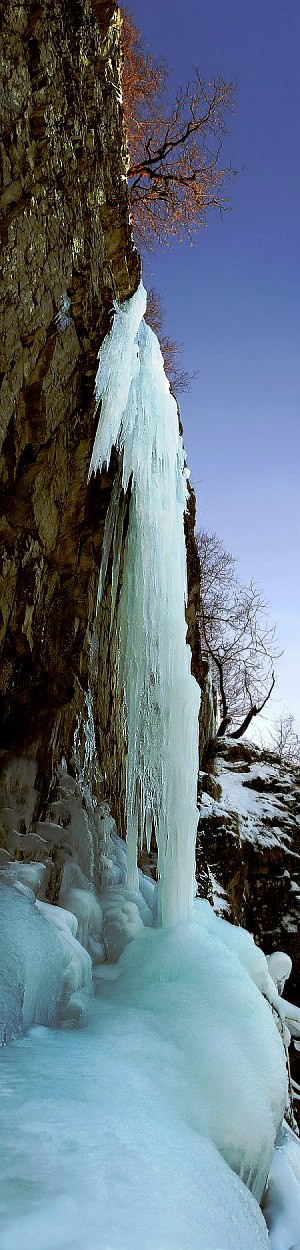
Vattenfall
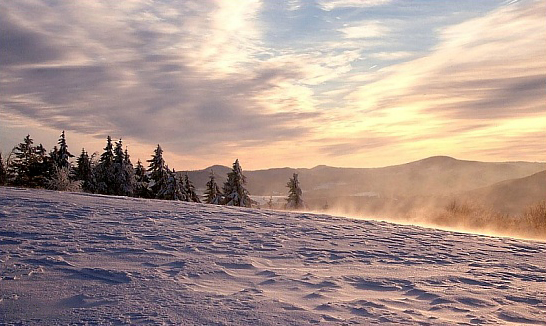
Vinter
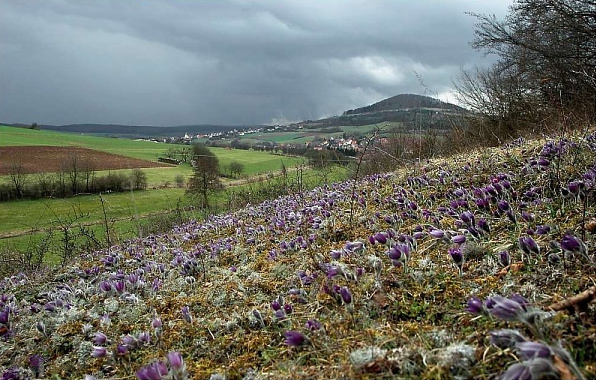
Pulsatilla vulgaris
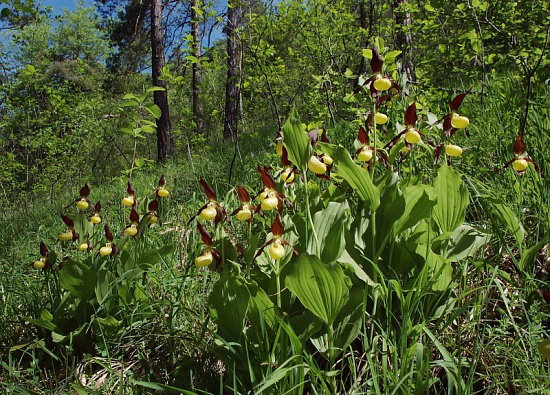
Cypripedium calceolus
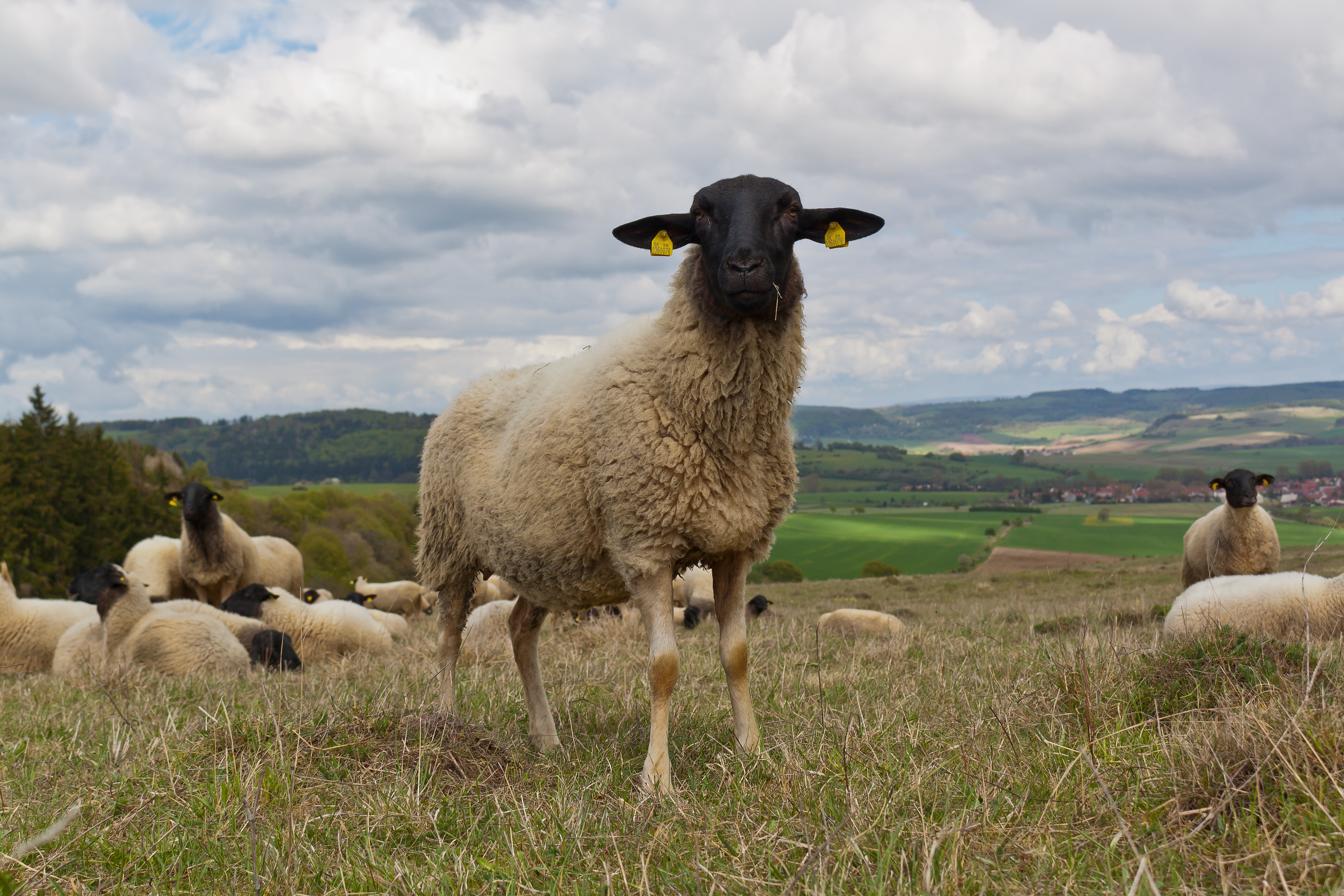
Rhön får